# Lista över fornlämningar i Kungsbacka kommun (Hanhals)
Lista över fornlämningar i Kungsbacka kommun (Hanhals) är en förteckning av ett urval av de fornlämningar som finns i Hanhals i Kungsbacka kommun.
| Namn                       | Lämningstyp                 | Tillkomsttid | Historisk indelning | Plats | Läge                 | ID-nr          | Bild                                      |
| -------------------------- | --------------------------- | ------------ | ------------------- | ----- | -------------------- | -------------- | ----------------------------------------- |
| Hanhals 1:1                | Stensättning                |              | Hanhals, Halland    |       | 57.440594, 12.134462 | 10145700010001 | Ladda upp en bild av detta fornminne      |
| Hanhals 2:1                | Stensättning                |              | Hanhals, Halland    |       | 57.442884, 12.136119 | 10145700020001 | Ladda upp en bild av detta fornminne      |
| Hanhals 2:3                | Stensättning                |              | Hanhals, Halland    |       | 57.443015, 12.135772 | 10145700020003 | Ladda upp en bild av detta fornminne      |
| Hanhals 2:4                | Stensättning                |              | Hanhals, Halland    |       | 57.443088, 12.135611 | 10145700020004 | Ladda upp en bild av detta fornminne      |
| Hanhals 2:5                | Grav markerad av sten/block |              | Hanhals, Halland    |       | 57.442972, 12.135293 | 10145700020005 | Ladda upp en bild av detta fornminne      |
| Hanhals 3:1                | Stensättning                |              | Hanhals, Halland    |       | 57.445229, 12.130839 | 10145700030001 | Ladda upp en bild av detta fornminne      |
| Hanhals 4:1                | Stensättning                |              | Hanhals, Halland    |       | 57.444588, 12.129189 | 10145700040001 | Ladda upp en bild av detta fornminne      |
| Hanhals 5:1                | Stensättning                |              | Hanhals, Halland    |       | 57.446680, 12.125446 | 10145700050001 | Ladda upp en bild av detta fornminne      |
| Hanhals 6:1                | Stensättning                |              | Hanhals, Halland    |       | 57.446011, 12.133315 | 10145700060001 | Ladda upp en bild av detta fornminne      |
| Vålaröset (Hanhals 7:1)    | Röse                        |              | Hanhals, Halland    |       | 57.440049, 12.116391 | 10145700070001 | Ladda upp en bild av detta fornminne      |
| Hanhals 10:1               | Stensättning                |              | Hanhals, Halland    |       | 57.438976, 12.118662 | 10145700100001 | Ladda upp en bild av detta fornminne      |
| Hanhals 11:1               | Stensättning                |              | Hanhals, Halland    |       | 57.444832, 12.118757 | 10145700110001 | Ladda upp en bild av detta fornminne      |
| Hanhals 12:1               | Stensättning                |              | Hanhals, Halland    |       | 57.440259, 12.138126 | 10145700120001 | Ladda upp en bild av detta fornminne      |
| Hanhals 13:1               | Stensättning                |              | Hanhals, Halland    |       | 57.453792, 12.110178 | 10145700130001 | Ladda upp en bild av detta fornminne      |
| Hanhals 14:1               | Stensättning                |              | Hanhals, Halland    |       | 57.454993, 12.113535 | 10145700140001 | Ladda upp en bild av detta fornminne      |
| Hanhals 15:2               | Stensättning                |              | Hanhals, Halland    |       | 57.455245, 12.109424 | 10145700150002 | Ladda upp en bild av detta fornminne      |
| Hanhals 15:3               | Stensättning                |              | Hanhals, Halland    |       | 57.455074, 12.109700 | 10145700150003 | Ladda upp en bild av detta fornminne      |
| Hanhals 16:1               | Stensättning                |              | Hanhals, Halland    |       | 57.451852, 12.110466 | 10145700160001 | Ladda upp en bild av detta fornminne      |
| Hanhals 18:1               | Stensättning                |              | Hanhals, Halland    |       | 57.450580, 12.099222 | 10145700180001 | Ladda upp en bild av detta fornminne      |
| Hanhals 18:2               | Stensättning                |              | Hanhals, Halland    |       | 57.450866, 12.098945 | 10145700180002 | Ladda upp en bild av detta fornminne      |
| Hanhals 19:1               | Stensättning                |              | Hanhals, Halland    |       | 57.451361, 12.098186 | 10145700190001 | Ladda upp en bild av detta fornminne      |
| Hanhals 21:1               | Stensättning                |              | Hanhals, Halland    |       | 57.450262, 12.102905 | 10145700210001 | Ladda upp en bild av detta fornminne      |
| Hanhals 25:1               | Stensättning                |              | Hanhals, Halland    |       | 57.453413, 12.105282 | 10145700250001 | Ladda upp en bild av detta fornminne      |
| Hanhals 26:1               | Stensättning                |              | Hanhals, Halland    |       | 57.454242, 12.103722 | 10145700260001 | Ladda upp en bild av detta fornminne      |
| Hanhals 28:1               | Gravfält                    |              | Hanhals, Halland    |       | 57.456398, 12.110982 | 10145700280001 | Ladda upp en bild av detta fornminne      |
| Röset (Hanhals 29:1)       | Röse                        |              | Hanhals, Halland    |       | 57.452752, 12.116836 | 10145700290001 | Ladda upp en bild av detta fornminne      |
| Hanhals 30:1               | Gravfält                    |              | Hanhals, Halland    |       | 57.451964, 12.120166 | 10145700300001 | Ladda upp en bild av detta fornminne      |
| Hanhals 31:1               | Stensättning                |              | Hanhals, Halland    |       | 57.451468, 12.118576 | 10145700310001 | Ladda upp en bild av detta fornminne      |
| Hanhals 32:1               | Stensättning                |              | Hanhals, Halland    |       | 57.449849, 12.120978 | 10145700320001 | Ladda upp en bild av detta fornminne      |
| Hanhals 32:2               | Stensättning                |              | Hanhals, Halland    |       | 57.449840, 12.121259 | 10145700320002 | Ladda upp en bild av detta fornminne      |
| Hanhals 33:1               | Stensättning                |              | Hanhals, Halland    |       | 57.449489, 12.122038 | 10145700330001 | Ladda upp en bild av detta fornminne      |
| Hanhals 34:1               | Stensättning                |              | Hanhals, Halland    |       | 57.449586, 12.122716 | 10145700340001 | Ladda upp en bild av detta fornminne      |
| Hanhals 36:1               | Stensättning                |              | Hanhals, Halland    |       | 57.450264, 12.124011 | 10145700360001 | Ladda upp en bild av detta fornminne      |
| Hanhals 36:2               | Stensättning                |              | Hanhals, Halland    |       | 57.450189, 12.124157 | 10145700360002 | Ladda upp en bild av detta fornminne      |
| Hanhals 36:3               | Stensättning                |              | Hanhals, Halland    |       | 57.450088, 12.124470 | 10145700360003 | Ladda upp en bild av detta fornminne      |
| Hanhals 37:1               | Stensättning                |              | Hanhals, Halland    |       | 57.449778, 12.124862 | 10145700370001 | Ladda upp en bild av detta fornminne      |
| Hanhals 38:1               | Röse                        |              | Hanhals, Halland    |       | 57.451650, 12.123734 | 10145700380001 | Ladda upp en bild av detta fornminne      |
| Hanhals 38:2               | Stensättning                |              | Hanhals, Halland    |       | 57.451488, 12.123938 | 10145700380002 | Ladda upp en bild av detta fornminne      |
| Hanhals 38:3               | Stensättning                |              | Hanhals, Halland    |       | 57.451599, 12.124195 | 10145700380003 | Ladda upp en bild av detta fornminne      |
| Hanhals 42:2               | Stensättning                |              | Hanhals, Halland    |       | 57.446553, 12.122890 | 10145700420002 | Ladda upp en bild av detta fornminne      |
| Hanhals 43:1               | Stensättning                |              | Hanhals, Halland    |       | 57.448412, 12.125060 | 10145700430001 | Ladda upp en bild av detta fornminne      |
| Hanhals 44:1               | Hög                         |              | Hanhals, Halland    |       | 57.451274, 12.126225 | 10145700440001 | Ladda upp en bild av detta fornminne      |
| Hanhals 45:1               | Stensättning                |              | Hanhals, Halland    |       | 57.452594, 12.121870 | 10145700450001 | Ladda upp en bild av detta fornminne      |
| Hanhals 48:1               | Stensättning                |              | Hanhals, Halland    |       | 57.447167, 12.135468 | 10145700480001 | Ladda upp en bild av detta fornminne      |
| Hanhals 48:2               | Stensättning                |              | Hanhals, Halland    |       | 57.446954, 12.135831 | 10145700480002 | Ladda upp en bild av detta fornminne      |
| Tingskallen (Hanhals 50:1) | Stensättning                |              | Hanhals, Halland    |       | 57.454015, 12.136173 | 10145700500001 | Ladda upp en bild av detta fornminne      |
| Hanhals 53:1               | Stensättning                |              | Hanhals, Halland    |       | 57.455466, 12.139084 | 10145700530001 | Ladda upp en bild av detta fornminne      |
| Hanhals 55:1               | Kyrka/kapell                |              | Hanhals, Halland    |       | 57.460052, 12.120079 | 10145700550001 | Ladda upp en till bild av detta fornminne |
| Hanhals 56:1               | Stensättning                |              | Hanhals, Halland    |       | 57.471558, 12.099169 | 10145700560001 | Ladda upp en bild av detta fornminne      |
| Hanhals 57:1               | Stensättning                |              | Hanhals, Halland    |       | 57.476152, 12.102501 | 10145700570001 | Ladda upp en bild av detta fornminne      |
| Hanhals 58:1               | Stensättning                |              | Hanhals, Halland    |       | 57.474920, 12.107722 | 10145700580001 | Ladda upp en bild av detta fornminne      |
| Hanhals 59:1               | Stensättning                |              | Hanhals, Halland    |       | 57.475972, 12.106447 | 10145700590001 | Ladda upp en bild av detta fornminne      |
| Hanhals 60:1               | Stensättning                |              | Hanhals, Halland    |       | 57.477183, 12.107907 | 10145700600001 | Ladda upp en bild av detta fornminne      |
| Hanhals 60:3               | Röse                        |              | Hanhals, Halland    |       | 57.477429, 12.108221 | 10145700600003 | Ladda upp en bild av detta fornminne      |
| Hanhals 61:1               | Röse                        |              | Hanhals, Halland    |       | 57.481188, 12.109583 | 10145700610001 | Ladda upp en bild av detta fornminne      |
| Hanhals 62:1               | Stensättning                |              | Hanhals, Halland    |       | 57.482073, 12.108043 | 10145700620001 | Ladda upp en bild av detta fornminne      |
| Hanhals 62:2               | Stensättning                |              | Hanhals, Halland    |       | 57.481858, 12.107222 | 10145700620002 | Ladda upp en bild av detta fornminne      |
| Hanhals 65:1               | Stenkrets                   |              | Hanhals, Halland    |       | 57.443573, 12.086522 | 10145700650001 | Ladda upp en bild av detta fornminne      |
| Vårabjär (Hanhals 66:1)    | Röse                        |              | Hanhals, Halland    |       | 57.443242, 12.083513 | 10145700660001 | Ladda upp en bild av detta fornminne      |
| Hanhals 67:1               | Stensättning                |              | Hanhals, Halland    |       | 57.442961, 12.078193 | 10145700670001 | Ladda upp en bild av detta fornminne      |
| Hanhals 69:1               | Stensättning                |              | Hanhals, Halland    |       | 57.448850, 12.082133 | 10145700690001 | Ladda upp en bild av detta fornminne      |
| Hanhals 70:1               | Stensättning                |              | Hanhals, Halland    |       | 57.446381, 12.074874 | 10145700700001 | Ladda upp en bild av detta fornminne      |
| Hunehals (Hanhals 71:1)    | Borg                        |              | Hanhals, Halland    |       | 57.448678, 12.068615 | 10145700710001 | Ladda upp en bild av detta fornminne      |
| Hanhals 72:1               | Stenkrets                   |              | Hanhals, Halland    |       | 57.455954, 12.083125 | 10145700720001 | Ladda upp en bild av detta fornminne      |
| Hanhals 76:1               | Stensättning                |              | Hanhals, Halland    |       | 57.446908, 12.111068 | 10145700760001 | Ladda upp en bild av detta fornminne      |
| Hanhals 78:1               | Stensättning                |              | Hanhals, Halland    |       | 57.447881, 12.111752 | 10145700780001 | Ladda upp en bild av detta fornminne      |
| Hanhals 78:2               | Stensättning                |              | Hanhals, Halland    |       | 57.448025, 12.111548 | 10145700780002 | Ladda upp en bild av detta fornminne      |
| Hanhals 78:3               | Stensättning                |              | Hanhals, Halland    |       | 57.448175, 12.111725 | 10145700780003 | Ladda upp en bild av detta fornminne      |
| Hanhals 80:1               | Stensättning                |              | Hanhals, Halland    |       | 57.446860, 12.117466 | 10145700800001 | Ladda upp en bild av detta fornminne      |
| Hanhals 82:1               | Hällristning                |              | Hanhals, Halland    |       | 57.452661, 12.099457 | 10145700820001 | Ladda upp en bild av detta fornminne      |
| Hanhals 83:1               | Hällristning                |              | Hanhals, Halland    |       | 57.453489, 12.098620 | 10145700830001 | Ladda upp en bild av detta fornminne      |
| Hanhals 157:1              | Hög                         |              | Hanhals, Halland    |       | 57.449484, 12.082718 | 10145701570001 | Ladda upp en bild av detta fornminne      |